# Agua de Annique
Agua de Annique is de band rond zangeres Anneke van Giersbergen.

## Achtergrond
Op 5 juni 2007 maakten Van Giersbergen en haar voormalige band The Gathering bekend dat ze na 13 jaar uit elkaar zullen gaan. Op 26 oktober 2007 bracht Van Giersbergen met Agua de Annique het album Air uit. De band bestaat uit echtgenoot Rob Snijders (ex-Celestial Season, ex-Kong), Jacques de Haard (ex-Celestial Season) en Joris Dirks. Gedurende de eerste helft van 2010 had Joris 'ouderschapsverlof' en werd gedurende deze periode vervangen door Ruud Jolie van Within Temptation.
De eerste Nederlandse optredens waren in november en december 2007. Vanaf 2008 werd ook in het buitenland getoerd.
Begin 2009 kwam het akoestische album Pure Air uit, en later in hetzelfde jaar In Your Room.

## Discografie

### Albums
| Album met eventuele hitnotering(en) in de Nederlandse Album Top 100 | Datum van verschijnen | Datum van binnenkomst | Hoogste positie | Aantal weken | Opmerkingen |
| ------------------------------------------------------------------- | --------------------- | --------------------- | --------------- | ------------ | ----------- |
| Air                                                                 | 2007                  | 03-11-2007            | 89              | 1            |             |
| Pure Air                                                            | 30-01-2009            | 07-02-2009            | 42              | 3            |             |
| In Your Room                                                        | 30-10-2009            | 07-11-2009            | 31              | 3            |             |
| Live in Europe                                                      | 15-10-2010            |                       |                 |              |             |

### Singles
| Single met eventuele hitnotering(en) in de Nederlandse Top 40 | Datum van verschijnen | Datum van binnenkomst | Hoogste positie | Aantal weken | Opmerkingen |
| ------------------------------------------------------------- | --------------------- | --------------------- | --------------- | ------------ | ----------- |
| Day After Yesterday                                           | 2007                  | -                     |                 |              |             |
| Come Wander with Me                                           | 2008                  | -                     |                 |              |             |

## Bezetting
- Anneke van Giersbergen (zang)
- Joris Dirks (gitaar, zang)
- Jacques de Haard (basgitaar)
- Rob Snijders (drums)
- Annelies Kuijsters (toetsen)